# Centre d'Alt Rendiment de Sant Cugat del Vallès

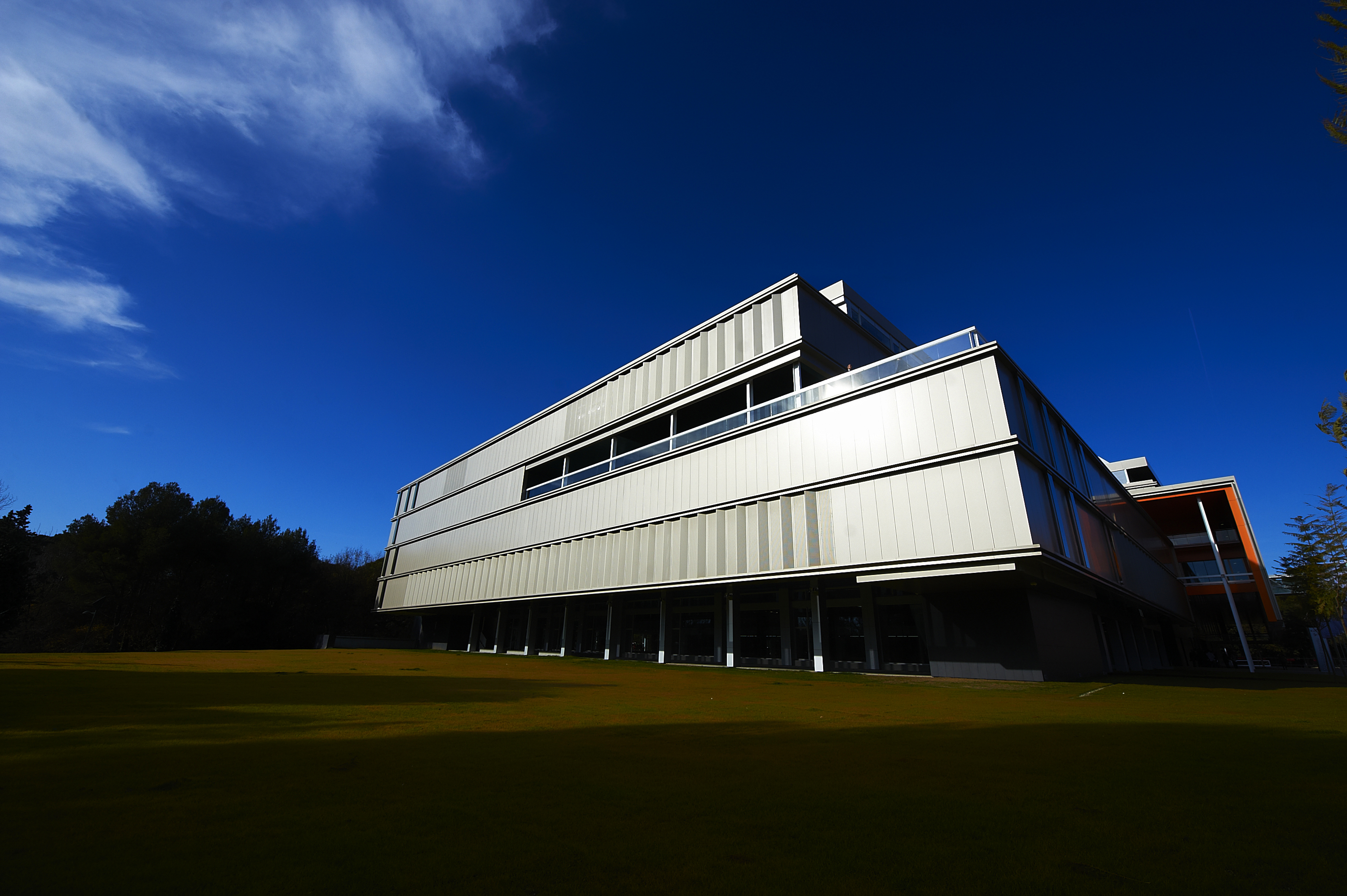
Mòdul esportiu de 25.000 m² inaugurat el 2012

El Centre d'Alt Rendiment esportiu de Sant Cugat, conegut simplement com el CAR de Sant Cugat, és un organisme públic esportiu ubicat a Sant Cugat del Vallès. Fou el primer centre d'alt rendiment esportiu del món que va disposar d'un centre educatiu, fet que va permetre que els esportistes poguessin seguir amb els seus estudis acadèmics. El seu pressupost el 2022 va ser d'11,5 milions d'Euros, dels quals 9,5 es van finançar a través del Consejo Superior de Deportes i del Consell Català de l'Esport i els altres dos, van ser recursos propis, generats directament pel Centre a través de les seves activitats, la gran majoria, concentracions d'esportistes i seleccions, sovint d'altres països.
Alguns dels esportistes catalans i espanyols que hi han passat són Gervasi Deferr, Arantxa Sánchez Vicario, Valentí Massana, Manel Estiarte, Jesús Ángel García Bragado, Gemma Mengual, Almudena Cid, Ona Carbonell, Alberto Ginés o Mireia Belmonte. També és el centre d'entrenament de la selecció espanyola de natació artística, i d'altres seleccions espanyoles tant femenines com masculines, hi fan part de la seva preparació de forma habitual, com ara les seleccions de waterpolo, d'hoquei patins o d'hoquei herba.
També ha acollit esportistes internacionals com Serguei Bubka, Javier Sotomayor, Merlene Ottey, Adam Peaty, la selecció xinesa de natació sincronitzada, la selecció russa de natació, la francesa d'atletisme (especialment llançaments) o l'argentina de futbol.
Al llarg de la seva història, el CAR ha col·laborat en projectes de recerca d’administracions públiques i d’empreses de l’àmbit esportiu i d’alt rendiment, sent un punt de referència en aquesta matèria. De la mateixa manera, el centre s'ha erigit com a referència en l’àmbit de l’acompanyament de la carrera esportiva, duent a terme nombrosos estudis i projectes d’abast europeu en l’àmbit de fer compatible la carrera esportiva al més alt nivell amb el desenvolupament personal en el seu sentit més ampli (formació, laboral, relacions, salut mental…).És el que s'anomena la dual career (doble carrera)

## Història[3]
Amb motiu de la designació de Barcelona com a seu dels Jocs Olímpics del 1992 es va inaugurar el Centre d'Alt Rendiment a l'octubre de 1987. Catalunya volia ser capdavantera en matèria esportiva i calia una estructura que ho garantís, per això, la Generalitat de Catalunya, juntament amb el govern central van encetar el projecte.
Hi va haver dos factors claus que van propiciar l'emplaçament del Centre a Sant Cugat: la proximitat amb Barcelona i la possibilitat de reutilitzar les instal·lacions del Centre Mutual de Rehabilitació d'Accidentats de Treball (CMR). Les primeres modalitats que es van començar a entrenar al CAR van ser esgrima, halterofília, tennis taula, lluita i judo.
Es va inaugurar també aleshores l'escultura de marbre de l'autora Rosa Serra, Atletes ubicada a l'entrada del Centre, que representa dos atletes arribant a la meta i s'ha convertit en la imatge emblemàtica del CAR (i també en el logotip del centre).
L'any 1999, el CAR Sant Cugat va ser un dels centres que va impulsar la creació de l'Associació Internacional de Centres d'Alt Rendiment (ASPC). L'objectiu de l'associació és sumar esforços per a compartir experiències i posar en comú les qüestions que ajudin a millorar el rendiment dels atletes. Des d'aleshores, n' ha acollit la Secretaria Permanent.
A més a més el Centre compta des de l'any 2015 amb l'acreditació de la IAAF (International Association of Athletics Federations) com un dels centres internacionals d'entrenament d'atletisme. Aquesta és la primera distinció concedida per la IAAF a nivell estatal gràcies a l'alt nivell de les instal·lacions i serveis que ofereix el CAR de Sant Cugat.
Al 2020, la pandèmia de Covid19 va obligar el Centre a tancar durant dos mesos, i posteriorment, a adaptar les seves activitats a la situació sanitària. Al 2021, la preparació dels Jocs Olímpics de Tòquio va ser la seva activitat principal. Posteriorment, el Centre va començar a ampliar activitats, retornant mica en mica a la normalitat.

## Esports[6]
- Atletisme
- Automobilisme
- Ciclisme
- Escalada
- Esgrima
- Gimnàstica (artística femenina i masculina, rítmica i trampolí)
- Golf
- Halterofília
- Lluita
- Motociclisme
- Natació (curses, salts i artística)
- Pentatló modern
- Taekwondo
- Tennis
- Tennis de taula
- Tir olímpic
- Triatló
- Waterpolo

## Instal·lacions[6]
- Pista d'atletisme
- Camp de futbol de gespa
- Camp de futbol platja
- Camp de vòlei platja
- Piscina exterior de 50m
- Piscina interior de 50m
- Piscina interior de 30 m, apta per a natació artística
- Piscina interior de 25m
- Piscina interior de salts
- 3 pistes de tennis de terra batuda exteriors
- 4 pistes de tennis en pavelló cobert
- Pavelló de rítmica
- 2 pavellons poliesportius coberts
- Sala per a escalada
- Sala per a gimnàstica artística femenina i masculina
- Sala per a gimnàstica trampolí
- Sala per a taekwondo
- Sala per a lluita
- Sala per a tennis taula
- Sala polivalent
- Tres sales per a preparació física